# Elongacja (astronomia)
Elongacja, dygresja ciała niebieskiego, odchylenie (łac. elongatio „oddalenie, wydłużenie” od longus „długi”) – w przybliżeniu odległość kątowa pomiędzy środkiem tarczy Słońca a planetą na sferze niebieskiej. W praktyce jest to różnica długości ekliptycznych Słońca i planety. Można też określić ją jako przejście ciała niebieskiego przez punkt styczności równoleżnika niebieskiego z wertykałem.
Rozróżnia się:
- elongację zachodnią (ujemną; np.: elongacja Merkurego wynosi –15°, kiedy planeta znajduje się 15° na zachód od Słońca);
- elongację wschodnią (dodatnią; planeta jest po wschodniej stronie Słońca).

Elongacja 0° oznacza koniunkcję dolną lub górną (w zależności od tego czy planeta jest za czy przed Słońcem). Elongacja o wartości 90° i 270° nosi nazwę kwadratury (stąd określenia kwadr Księżyca: elongacja 90° to I kwadra, natomiast 270° III kwadra), zaś elongacja 180° to opozycja.
Maksymalne wartości elongacji:
- planet dolnych – Merkury 29°, Wenus 48°;
- planet górnych – 180° (opozycja);
- Księżyca – 180° (pełnia).

Podczas swoich maksymalnych elongacji wszystkie ciała niebieskie jakie widać z Ziemi, są wtedy praktycznie najjaśniejsze, co sprzyja ich obserwacjom. Księżyc i planety zewnętrzne znajdują się wtedy w pełni, natomiast planety wewnętrzne znajdują się dostatecznie daleko od Słońca.
Planetę górną podczas swojej maksymalnej elongacji będzie można obserwować o północy dokładnie na południowym niebie.
Planetę dolną podczas swojej zachodniej elongacji, obserwuje się zawsze przed wschodem Słońca na południowo-wschodnim niebie, natomiast podczas wschodniej elongacji planeta widoczna jest po zachodzie Słońca na południowo-zachodnim nieboskłonie.